# Relationer mellan Iran och Ryssland
Relationerna mellan Iran och Ryssland har historiskt ofta varit komplicerade och mångfacetterade. Tidvis har relationen präglats av positivt samarbete, vilket i stort sett varit fallet ända sedan Sovjetunionens kollaps under åren kring 1990. Men i andra tider har relationen snarare präglats av turbulens, konflikt och rivalitet. Dagens rysk-iranska relationer kan ses mot bakgrunden av västvärldens omfattande sanktioner mot Iran och att Ryssland och Iran utifrån denna bakgrund medvetet har stärkt samarbetet och relationerna. Det gäller såväl inom det ekonomiska området med handel som inom det militära.

## Historik

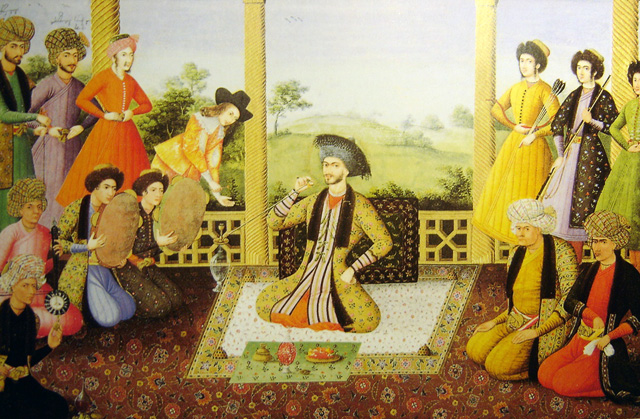
Målning föreställande Shah Suleiman I av Aliquli Jabbadar, Isfahan, 1670.

### Före Safavid
Handel mellan det dåvarande ryska riket och Persien går tillbaks åtminstone till 700-talet. Under 1200-talet och 1300-talet minskade relationerna kraftigt på grund av de mongoliska invasionerna som kom emellan, men återkom under 1400-talet i samband med Moskvarikets uppkomst och framväxt.

### Safavidiska imperiet och ryska imperiet
Formella diplomatiska förbindelser mellan Ryssland och Persien upprättades först på 1500-talet. Ryssland agerade på den tiden som en mellanhand i handeln mellan Storbritannien och Persien. Genom att transportera varor över ryskt territorium kunde britterna undvika transport över ottomanskt område liksom även områden kontrollerade av Portugal.

## Handel

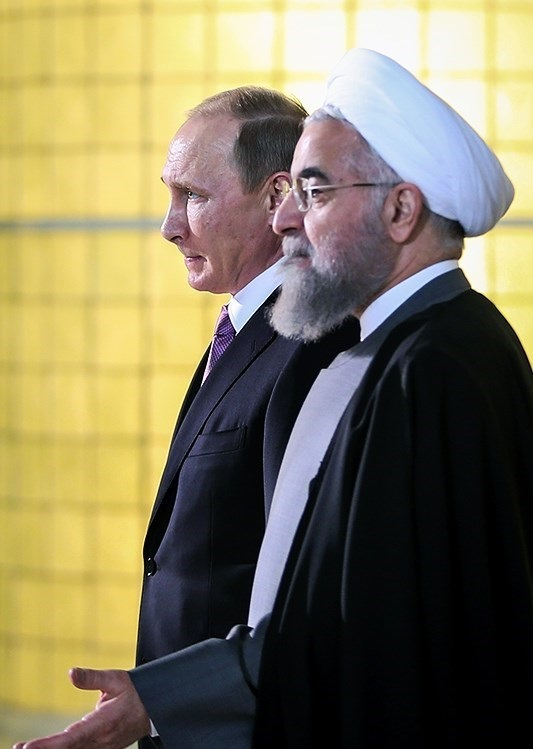
Hassan Rouhani och Vladimir Putin i Tehran, 20 november 2015

### Övrigt
- 2008 slöts en överenskommelse inom telekommunikation.[5]
- 2009 slöts en stor jordbruksöverenskommelse mellan länderna.[5]

## Attitydundersökningar
Enligt en attitydundersökning av BBC World Service Poll år 2013 anser 86 procent av ryssarna att Irans inflytande på Ryssland är positivt, medan tio procent bedömde inflytandet som negativt.